# Социальная реальность
Социальная реальность — итог взаимодействия между индивидами, включающий в себя общепринятые принципы, законы и социальные представления.

## Подходы к определению
Проблема социальной реальности подробно рассматривалась философами-феноменологами, в частности Альфредом Шюцем, который ввёл понятие «социальная реальность» для обозначения специфического уровня человеческого опыта. В социальном мире Шюц различал социальную реальность, непосредственно переживаемую индивидом (нем. Umwelt — «окружающий мир»), и ту, что находится за пределами личного опыта, но существует как часть интерсубъективной струкутры. Вслед за ним этнометодология дополнительно прояснила смутное устройство нашей повседневной умелости и способности взаимодействия с социальной реальностью.
Ранее вопрос рассматривался и другими областями знания, например, социологией. Эмиль Дюркгейм подчёркивал особую природу социального царства, потому что: «Здесь больше, чем где бы то ни было, идея есть реальность».
Герберт Спенсер добавил понятие «суперорганизм» с целью размежевать социальную, биологическую и физиологическую реальности.
Социальная реальность отличается от когнитивной, биологической или индивидуальной и состоит из тенденций, социально принятых в обществе. Некоторые исследователи, например, Джон Сёрль, считают, что социальная реальность может быть установлена посредством речевого акта отдельно от каждого индивидуума и от окружающей среды (в отличие от перцептивной психологии, в том числе Дж. Дж. Гибсона, и наиболее экологических экономических теорий). Он использует для описания речевые акты под следующими рубриками: «Брак, имущество, наём, увольнение, война, революции, правительства, собрания, союзы, парламенты, корпорации, законы, рестораны, отдых, юристы, преподаватели, врачи, средневековые рыцари, а также налоги, например».
Радикальный конструктивизм осторожно определяет социальную реальность как неоднородность среди наблюдателей (включает или нет самого себя текущий наблюдатель).